# Wahlkreis Blackpool South

Der Wahlkreis mit den Grenzen von 2007

Blackpool South ist ein Wahlkreis für das britische Unterhaus in der Zeremoniellen Grafschaft Lancashire. Er entsendet einen Abgeordneten ins Parlament.

## Geschichte
Der Wahlkreis wurde zur Britischen Unterhauswahl 1945 durch Aufteilung des Wahlkreises Blackpool geschaffen und deckt den Südteil der namensgebenden Stadt ab. Das Gegenstück bildet der Wahlkreis Blackpool North. Erster Abgeordneter war, für die Konservative Partei, Roland Robinson, der den Posten mehrfach verteidigen konnte. Nachfolger, für dieselbe Partei, wurde bei der Wahl 1964, Peter Blaker, der das Amt fast dreißig Jahre innehatte. Bei der Unterhauswahl 1992 verzichtete er auf eine erneute Kandidatur, sein Nachfolger wurde Nick Hawkins. Bei der Unterhauswahl 1997 kam es erstmals zu einem Parteienwechsel, denn nun konnte Gordon Marsden für Labour das Mandat erringen. Bei der Wahl 2019 wurde er von Scott Benton von den Konservativen geschlagen. Nachdem diesem unzulässiger Lobbyismus nachgewiesen werden konnte, wurde er im April 2023 aus der konservativen Fraktion ausgeschlossen. Er gab sein Mandat im Frühjahr 2024 zurück, dementsprechend kam es am 2. Mai zu einer Nachwahl, die Chris Webb von Labour gewann.

## Photos von bisherigen Vertretern

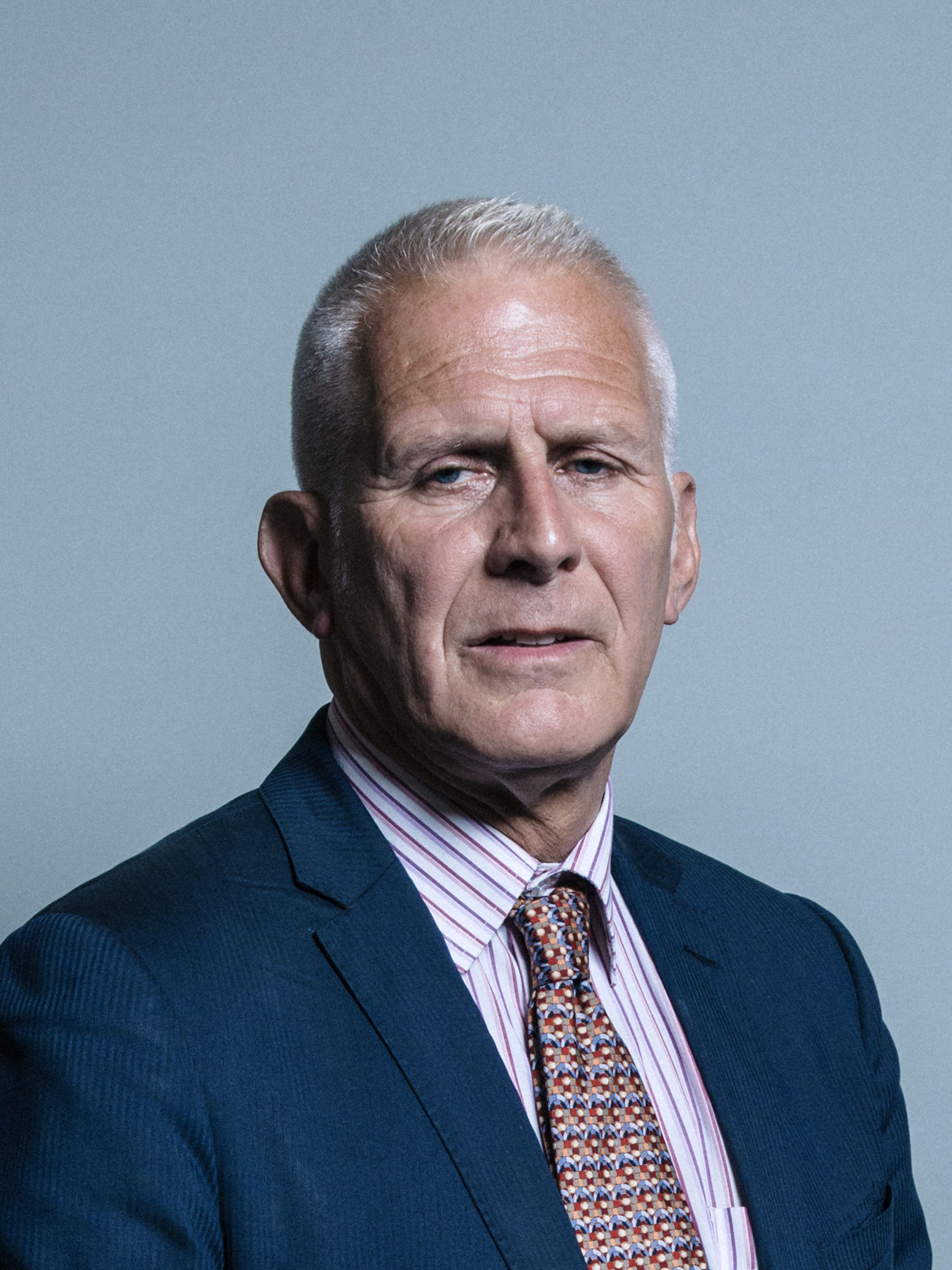
Gordon Marsden (2017)
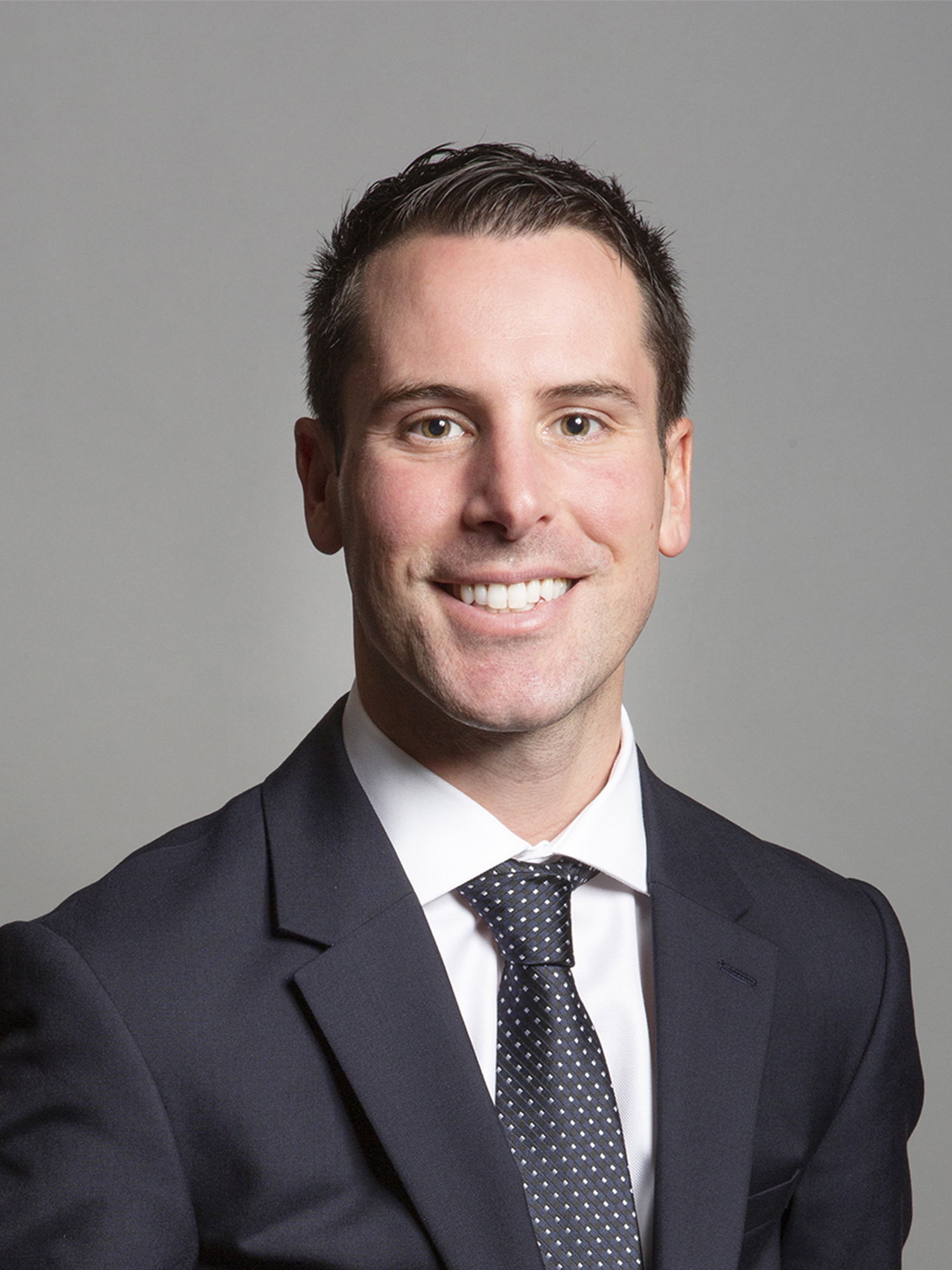
Scott Benton (2019)
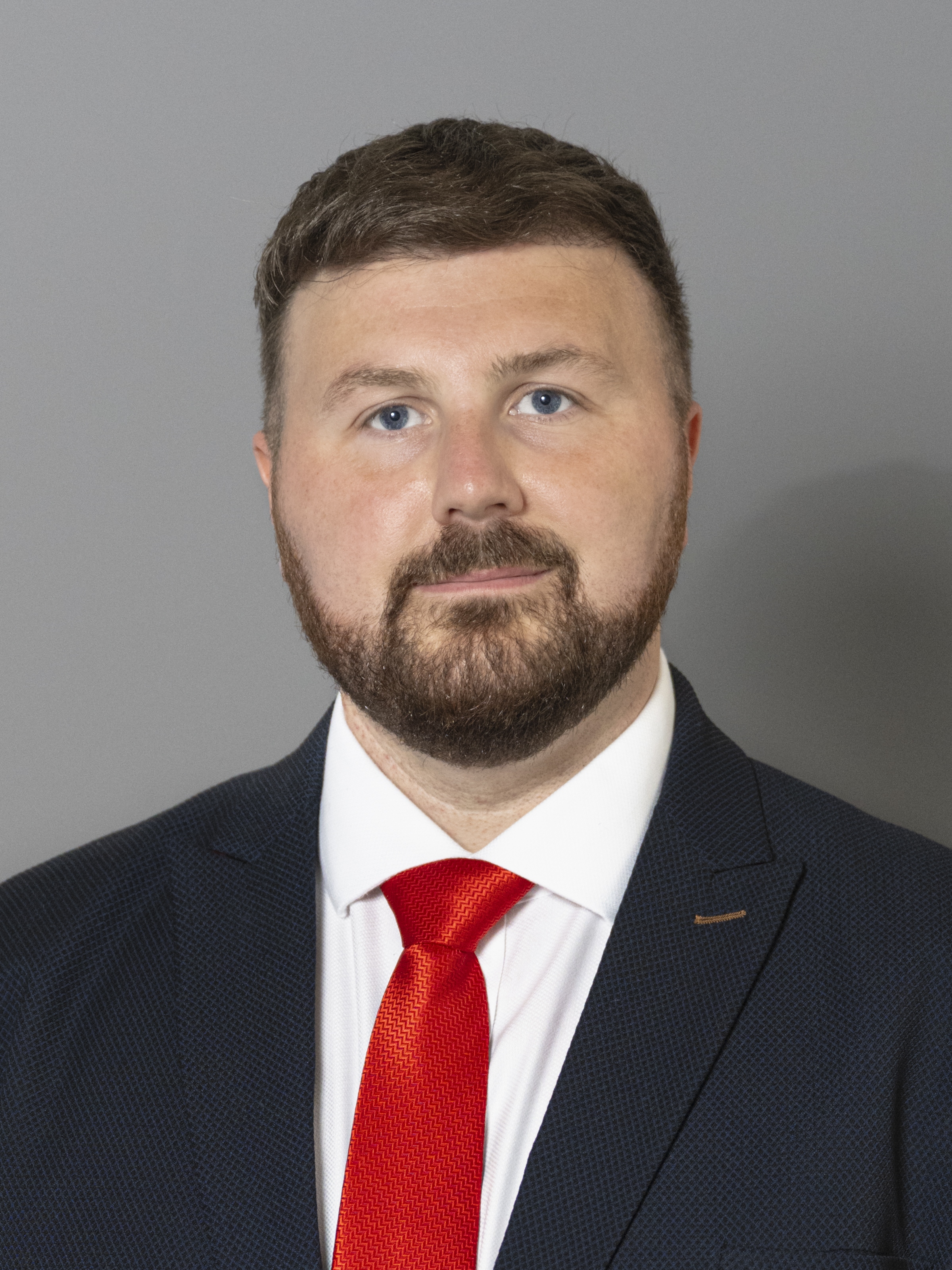
Chris Webb (2024)